# Tyler Adams
Tyler Shaan Adams (* 14. února 1999 Wappingers Falls, New York) je americký profesionální fotbalista, který hraje na pozici defensivního záložníka za anglický klub AFC Bournemouth a za americký národní tým.

## Klubová kariéra

### New York Red Bulls
Adams hrál od roku 2010 za americký klub New York Red Bulls. V roce 2015 podepsal s klubem svou první profesionální smlouvu. Svůj profesionální debut odehrál za rezervní tým Red Bulls 4. dubna 2015 v utkání USL Championship proti rezervě týmu Toronto FC. Svůj první gól vstřelil 31. července 2016 proti týmu Richmond Kicker. V sezóně 2016 se stal s rezervou Red Bulls vítězem USL Championship play-off.
Svůj debut za první tým Red Bull odehrál 14. dubna 2016 v Major League Soccer proti San Jose Earthquakes. 28. září 2017 vstřelil v utkání proti D.C. United dva góly, čímž pomohl k remíze 3:3. V té samé sezóně se s Red Bulls dostal do finále US Open Cupu, ve kterém jeho tým podlehl Sportingu Kansas City 2:1.

### RB Leipzig
V lednu 2019 přestoupil za 2,6 milionů eur do německého klubu RB Leipzig, který má stejného vlastníka jako New York Red Bull, tedy rakouskou společnost Red Bull GmbH. Svůj debut v Lipsku odehrál 27. ledna v utkání německé Bundesligy proti Fortuně Düsseldorf. V dubnu 2019 si způsobil zranění adduktoru, kvůli kterému vynechal šest ligových utkání. Po zranění znovu nastoupil až v posledním kole tohoto ročníku Bundesligy proti Werderu Brémy. Na začátku následující sezony se mu toto zranění obnovilo, kvůli čemuž vynechal skoro polovinu ročníku.
13. srpna 2020 vstřelil svůj první gól za Lipsko, a to v utkání čtvrtfinále Ligy mistrů UEFA proti Atléticu Madrid, čímž pomohl klubu k historickému potupu do semifinále.

## Reprezentační kariéra
Adams reprezentoval USA v několika mládežnických kategoriích. V roce 2015 odehrál všechny zápasy svého národního týmu na Mistrovství světa do 17 let. V kategorii U20 se stal vítězem Mistrovství ve fotbale zemí CONCACAF do 20 let 2017 a s týmem se dostal do čtvrtfinále Mistrovství světa do 20 let 2017.
Svůj debut za seniorkou reprezentaci odehrál 14. listopadu 2017 v přátelském utkání proti Portugalsku.

## Úspěchy a ocenění

### Klubové

#### New York Red Bulls
- MLS Supporters' Shield: 2018

### Reprezentační
- Mistrovství ve fotbale zemí CONCACAF hráčů do 20 let: 2017